# Čukarica
Čukarica (Servisch: Чукарица) is een gemeente binnen het Servische hoofdstedelijke district Belgrado.
Čukarica telt 168.508 inwoners (2002) op een oppervlakte van 155 km².
Barajevo · Čukarica · Grocka · Lazarevac · Mladenovac · Novi Beograd · Obrenovac · Palilula · Rakovica · Savski Venac · Sopot · Stari Grad · Surčin · Voždovac · Vračar · Zemun · Zvezdara